# Family Circle Cup 2013
La Family Circle Cup 2013 è stato un torneo femminile di tennis giocato sulla terra verde. È stata la 41ª edizione del torneo che fa parte della categoria Premier nell'ambito del WTA Tour 2013. Si è giocato nel Family Circle Tennis Center di Charleston negli Stati Uniti dal 30 marzo al 7 aprile 2013.

## Partecipanti WTA

### Teste di serie
| Nazionalità | Giocatrice           | Ranking* | Testa di serie |
| ----------- | -------------------- | -------- | -------------- |
| Stati Uniti | Serena Williams      | 1        | 1              |
| Danimarca   | Caroline Wozniacki   | 9        | 2              |
| Australia   | Samantha Stosur      | 10       | 3              |
| Stati Uniti | Sloane Stephens      | 16       | 4              |
| Stati Uniti | Venus Williams       | 18       | 5              |
| Rep. Ceca   | Lucie Šafářová       | 19       | 6              |
| Spagna      | Carla Suárez Navarro | 21       | 7              |
| Germania    | Mona Barthel         | 23       | 8              |
| Serbia      | Jelena Janković      | 24       | 9              |
| Germania    | Julia Görges         | 26       | 10             |
| Romania     | Sorana Cîrstea       | 27       | 11             |
| Stati Uniti | Varvara Lepchenko    | 29       | 12             |
| Austria     | Tamira Paszek        | 31       | 13             |
| Kazakistan  | Jaroslava Švedova    | 35       | 14             |
| Germania    | Sabine Lisicki       | 37       | 15             |
| Regno Unito | Laura Robson         | 43       | 16             |

* Ranking del 18 marzo 2013.

### Altre partecipanti
Le seguenti giocatrici hanno ricevuto una wild-card per il tabellone principale:
- Bethanie Mattek-Sands
- Andrea Petković
- Taylor Townsend
- Caroline Wozniacki

Le seguenti giocatrici sono entrate nel tabellone principale passando dalle qualificazioni:

- Vania King
- Mallory Burdette
- Caroline Garcia
- Grace Min
- Teliana Pereira
- Eugenie Bouchard
- Nastassja Burnett
- Jessica Pegula

## Campionesse

### Singolare
Serena Williams ha sconfitto in finale  Jelena Janković per 3-6, 6-0, 6-2.
- È il quarantanovesimo titolo in carriera per Serena Williams ed il terzo del 2013.

### Doppio
Kristina Mladenovic /  Lucie Šafářová hanno sconfitto in finale  Andrea Hlaváčková /  Liezel Huber per 6-3, 7–6(6).